# Guzmán Acosta y Lara Romero
Guzmán Acosta y Lara Romero (Montevideo, 1971) es un abogado y político uruguayo, perteneciente al Partido Colorado.

## Biografía
Es hijo de Blanca Romero y de Guzmán Acosta y Lara Sosa, quien fue diputado por Durazno, subsecretario de Ganadería y ministro de Trabajo del presidente Jorge Pacheco Areco. Su abuelo fue Horacio Acosta y Lara, intendente de Montevideo entre 1938 y 1942 y su tío segundo fue Armando Acosta y Lara, quien fue subsecretario del Ministerio del Interior durante el mandato de Jorge Pacheco Areco, y fue asesinado por el Movimiento de Liberación Nacional-Tupamaros, siendo señalado como uno de los ideólogos del denominado Escuadrón de la Muerte.
Fue a la Escuela Brasil, al liceo Joaquín Suárez y terminó la secundaria en el Liceo N° 28. Su padre falleció cuando él tenía 18 años. Egresó de la Facultad de Derecho de la Universidad de la República. Trabajó en el estudio jurídico de su primer mentor, Mario Bonta Moret. Luego creó su propio estudio jurídico, que también integra su hermano.
Está casado y tiene dos hijos.

## Ámbito político
Militó dentro del Partido Colorado desde su juventud junto a su padre. Instalado en Durazno en 1999, comenzó a hacer política en el departamento. En las elecciones generales de 1999 fue electo como diputado por Durazno con 29 años. Volvió a presentarse en las elecciones de 2004, pero no fue reelecto.
En las elecciones internas de 2019 regresa a la actividad política, apoyando la precandidatura del expresidente Julio María Sanguinetti. Se sumó a la campaña a favor del plebiscito "Vivir sin miedo" del senador nacionalista Jorge Larrañaga.
Conformado el gobierno de la coalición republicana, Acosta y Lara asumió como director nacional de Telecomunicaciones del Ministerio de Industria, Energía y Minería. A mediados del año 2022 formó su propio sector político: Vientos de Cambio.
Precandidatura a la presidencia
A través de su sector, Vientos de Cambio, fue a mediados de 2022 el primer precandidato colorado en confirmar su intención de postularse.Al principio de su campaña, buscó integrar al sector al director de la OEA, Luis Almagro.Su sector participó en las elecciones juveniles del Partido Colorado de 2022, pero algunas de las actitudes del precandidato en el Congreso Nacional de Jóvenes causaron quejas.
El 27 de octubre de 2023 deja su cargo como director nacional de Telecomunicaciones para dedicarse a la campaña y afirmando que la "vieja casta" debería dar un paso al costado.A finales de mes pide la renuncia de Julio María Sanguinetti como secretario general del Partido Colorado.A finales del año Acosta y Lara publicó en sus redes sociales un video publicitario de su campaña, donde imita una idea hecha por el presidente argentino Javier Milei, entonces diputado electo, en diciembre de 2021, criticando a figuras políticas.
A principios de 2024 prometió reducir el número de ministerios de Uruguay a 8 y para tratar el narcotráfico los narcotraficantes “van a perder sus derechos individuales”.También acusó al precandidato Andrés Ojeda de "comprar dirigentes".
El viernes 17 de mayo anunció que bajaría su precandidatura para adherir a la de Gabriel Gurméndez.